# 索哈·贝沙拉
索哈·贝沙拉 （阿拉伯语：‎，1967年6月15日—）是一名黎巴嫩刺客，她曾於1988年试图暗杀以色列支持的南黎巴嫩军领导人安托万·拉哈德，但刺殺没有成功，她随后被捕。

## 早期生活
索哈·贝沙拉生于黎巴嫩代尔米马斯，全家人都是黎巴嫩希腊正教会的基督徒。其父法瓦兹（Fawaz）是黎巴嫩共产党党员，苏哈后来也在1982年秘密入党。在以色列占领南黎巴嫩期间，贝沙拉曾积极参与各种左翼政治和激进运动，包括黎巴嫩民族抵抗阵线和黎巴嫩民主青年联盟。

## 暗杀未遂
1986年，贝查拉离开大学，投身黎巴嫩抵抗运动。她接到任务，內容是刺杀安托万·拉哈德。于是她一路南下，並自称自己是拉哈德之妻的私人有氧运动教练，並与拉哈德一家逐渐熟识，而且经常去探访他们。1988年11月17日行动当晚，拉哈德之妻邀请贝查拉喝茶。贝查拉接受了邀请，而且一直等到拉哈德回来。就在贝查拉整理随身物品准备离开时，她突然掏出一把5.45毫米口径左轮手枪朝拉哈德开火，拉哈德身中两枪，一枪打在胸部，另一枪打在肩部，贝查拉隨後被拉哈德的保镖制服。
拉哈德被紧急送往医院，接受了8个月的治疗，枪伤引发了严重的并发症，他的左臂瘫痪了。贝查拉被保镖们拘禁在事发的房子里，之后曾短暂被带到以色列，在那里遭受严刑拷打。之后贝查拉被关入基亚姆监狱，不過她未被起诉，亦未受审判便获刑10年。在此期间，贝查拉曾遭受电击酷刑，还在一间狭小的囚室里被关了6年单人紧闭。
在黎巴嫩和欧洲方面发出强烈抗议后，贝查拉于1998年9月3日获释。

## 个人生活
贝查拉在重获自由后先移居法国，后又移居瑞士日内瓦，在当地与一位瑞士公民结婚，婚后育有两个子女。贝查拉还在巴勒斯坦-日内瓦紧急共同体（Collectif Urgence Palestine–Genève）工作过。贝查拉此后一直呼吁建设社会主义、民主且无教派纷争的黎巴嫩，而且四处奔走演讲。

### 写作
2000年，贝查拉出版了自传《抗争》（Résistante），书中讲述了她的早年生活与狱中岁月。2003年，《抗争》的英文和阿拉伯文版也得以出版。2011年，贝查拉又出版了一部自传，这本书的阿拉伯语书名被译作《我梦到了有樱桃的牢房》。与她合写这本书的是黎巴嫩记者Cosette Elias Ibrahim，此人也曾被关押于基亚姆监狱，于2000年5月22日获释，当时，以色列已撤出南黎巴嫩，南黎巴嫩军被迫撤离了基亚姆监狱。
黎巴嫩裔加拿大作家瓦吉迪·懋琬將贝查拉的部分经历写进了戏剧《焦土之城》中，加拿大导演丹尼斯·维勒弗又将剧本拍成了同名电影《焦土之城》。